# Юдендорф-Штрасенгель
Юдендорф-Штрасенгель (нем. Judendorf-Straßengel) — ярмарочная коммуна в Австрии, в федеральной земле Штирия.
Входит в состав округа Грац. Население составляет 5302 человека (на 31 декабря 2005 года). Занимает площадь 10.61 км². Официальный код — 60622.

## Политическая ситуация
Бургомистр коммуны — Харальд Мулле (СДПА) по результатам выборов 2005 года.
Совет представителей коммуны (нем. Gemeinderat) состоит из 21 места.
- СДПА занимает 16 мест.
- АНП занимает 4 места.
- Зелёные занимают 1 место.